# Amipsias
Amipsias (en griego, Ἀμειψίας) fue un comediógrafo de la Antigua Grecia que vivió en el siglo V a. C. Fue contemporáneo de Aristófanes. 
De su obra solo se conservan escasos fragmentos como los citados por Ateneo en los Deipnosofistas. Este autor menciona como obras suyas La honda, Los jugadores de Cótabo, El devorador y Cono.
En las Dionisias del año 423 a. C., su obra Cono quedó en segundo lugar, detrás de la botella de Cratino, que obtuvo el primero, y por delante de Las nubes de Aristófanes.
En las Dionisias del 414 a. C., Amipsias compitió con su obra Comastas y quedó en primer lugar, por delante de Las aves de Aristófanes y de Solitario, de Frínico.